# Austrophorocera virilis
Austrophorocera virilis là một loài ruồi trong họ Tachinidae.